# Championnat du Luxembourg de football 1984-1985
Navigation
Saison précédente Saison suivante
La saison 1984-1985 du Championnat du Luxembourg de football était la 71e édition du championnat de première division au Luxembourg. Les douze meilleurs clubs du pays se retrouvent au sein d'une poule unique, la Division Nationale, où ils s'affrontent deux fois, à domicile et à l'extérieur. À l'issue du championnat, les deux derniers du classement sont relégués et remplacés par les deux meilleurs clubs de Promotion d'Honneur, la deuxième division luxembourgeoise.
C'est le club de la Jeunesse d'Esch qui remporte le titre national cette saison en terminant en tête du classement final du championnat avec 5 points d'avance sur les Red Boys Differdange et 9 sur le tenant du titre, l'Avenir Beggen. C'est le 19e titre de champion du Luxembourg de l'histoire du club, qui manque le doublé en s'inclinant face à son dauphin en finale de la Coupe du Luxembourg.

## Les 12 clubs participants
| - CA Spora Luxembourg - Progrès Niedercorn - FC Wiltz 71 - Olympique Eischen - Promu de Promotion d'Honneur - US Rumelange - Union Luxembourg | - AS La Jeunesse d'Esch - Alliance Dudelange - Promu de Promotion d'Honneur - Stade Dudelange - Avenir Beggen - Red Boys Differdange - Aris Bonnevoie |

## Compétition

### Classement
Le barème utilisé pour établir le classement est le suivant :
- Victoire : 2 points
- Match nul : 1 point
- Défaite : 0 point

| Rang | Équipe                   | Pts | J  | G  | N | P  | Bp | Bc | Diff |
| ---- | ------------------------ | --- | -- | -- | - | -- | -- | -- | ---- |
| 1    | Jeunesse d'Esch          | 37  | 22 | 17 | 3 | 2  | 65 | 20 | +45  |
| 2    | Red Boys Differdange (C) | 32  | 22 | 13 | 6 | 3  | 41 | 22 | +19  |
| 3    | Avenir Beggen (T)        | 28  | 22 | 12 | 4 | 6  | 54 | 29 | +25  |
| 4    | Progrès Niedercorn       | 28  | 22 | 11 | 6 | 5  | 45 | 30 | +15  |
| 5    | CA Spora Luxembourg      | 24  | 22 | 9  | 6 | 7  | 34 | 28 | +6   |
| 6    | Union Luxembourg         | 23  | 22 | 9  | 5 | 8  | 49 | 42 | +7   |
| 7    | Aris Bonnevoie           | 18  | 22 | 6  | 6 | 10 | 36 | 44 | -8   |
| 8    | Olympique Eischen (P)    | 18  | 22 | 8  | 2 | 12 | 27 | 42 | -15  |
| 9    | Stade Dudelange          | 16  | 22 | 6  | 4 | 12 | 26 | 48 | -22  |
| 10   | Alliance Dudelange (P)   | 15  | 22 | 6  | 3 | 13 | 20 | 50 | -30  |
| 11   | FC Wiltz 71              | 13  | 22 | 6  | 1 | 15 | 45 | 55 | -10  |
| 12   | US Rumelange             | 12  | 22 | 4  | 4 | 14 | 19 | 51 | -32  |

|  | Qualification pour la Coupe d'Europe des clubs champions 1985-1986                           |
|  | Qualification pour la Coupe des Coupes 1985-1986                                             |
|  | Qualification pour la Coupe UEFA 1985-1986                                                   |
|  | Relégation en Promotion d'Honneur                                                            |
|  | (T) Tenant du titre (C) Vainqueur de la Coupe du Luxembourg (P) : Promu de deuxième division |

## Bilan de la saison
| Championnat du Luxembourg de football 1984-1985 |                             |
| Champion                                        | Jeunesse d'Esch (19e titre) |
| Coupes et trophées                              |                             |
| Vainqueur de la Coupe du Luxembourg 1984-1985   | Red Boys Differdange        |
| Qualifications continentales                    |                             |
| Coupe d'Europe des clubs champions 1985-1986    | Jeunesse d'Esch             |
| Coupe des Coupes 1985-1986                      | Red Boys Differdange        |
| Coupe UEFA 1985-1986                            | Avenir Beggen               |
| Promotions et relégations                       |                             |
| Promus en Division Nationale                    | CS Grevenmacher             |
| Promus en Division Nationale                    | Swift Hesperange            |
| Relégués en Promotion d'Honneur                 | FC Wiltz 71                 |
| Relégués en Promotion d'Honneur                 | US Rumelange                |